# Pleasantville (Nova Jérsei)
Pleasantville é uma cidade localizada no estado americano de Nova Jérsei, no Condado de Atlantic.

## Demografia
Segundo o censo americano de 2000, a sua população era de 19.012 habitantes.
Em 2006, foi estimada uma população de 18.982, um decréscimo de 30 (-0.2%).

## Geografia
De acordo com o United States Census Bureau tem uma área de
19,0 km², dos quais 15,0 km² cobertos por terra e 4,0 km² cobertos por água. Pleasantville localiza-se a aproximadamente 13 m acima do nível do mar.

## Localidades na vizinhança
O diagrama seguinte representa as localidades num raio de 8 km ao redor de Pleasantville.